# أندرو وليامز
أندرو وليامز (13 سبتمبر 1965 - )  (بالإنجليزية: Andrew Williams)‏ هو لاعب كريكت بريطاني.